# 西蒙·伍茲
西蒙·伍茲（Simon Woods，1980年1月7日—）是英國的一位演員。
他最著名的作品是在電視劇《羅馬的榮耀》第二季中飾演Octavian角色。

## 生平

### 早年
他畢業於伊頓公學和牛津大學莫德林學院。

### 私人生活
在牛津的時候，他曾和裴淳华交往，兩人分手後在《傲慢與偏見》飾演情侶。
2009年，伍茲開始和現為巴寶莉的Christopher Bailey交往。两人于2012结婚。

## 演出作品
- 《羅馬的榮耀》
- 《傲慢與偏見》